# آنری دوکوا
آنری دوکوا (فرانسوی: Henri Decoin‎؛ ‏ ۱۸ مارس ۱۸۹۰ – ۴ ژوئیهٔ ۱۹۶۹) کارگردان فیلم، فیلم‌نامه‌نویس، بازیکن واترپلو و شناگر اهل فرانسه بود. وی کارگران ۵۰ فیلم مابین سال‌های ۱۹۳۳ تا ۱۹۶۴ بوده‌است.
دوکوا در مسابقات ۴۰۰ متر بازی‌های المپیک تابستانی ۱۹۰۸ و واترپلو در بازی‌های المپیک تابستانی ۱۹۱۲ شرکت کرده بود.
از فیلم‌های او می‌توان به ترانه یک دریانورد اشاره کرد.
وی همچنین برندهٔ جوایزی همچون لژیون دونور شده‌است.